# Celledizzo
Celledizzo (IPA: /ʧelleˈdiʦʦo/, Celadic o Cialadìc in solandro) è una frazione del comune di Peio, di circa 350 abitanti, in provincia autonoma di Trento.

## Storia
Il toponimo dovrebbe avere origine romana, dal latino «cella». Nei documenti di epoca medievale il termine indica sia "minima unità territoriale" sia "dispensa per i cibi – deposito dei prodotti dei campi" e a partire dall'XI secolo anche "chiesetta, cappella". Il paese, pur essendo sicuramente più antico, era già documentato nel 1220.
Celledizzo formò per lungo tempo un'unica comunità con il vicino paese di Cogolo, e si autogovernò con propri statuti regolamentari fino all'Ottocento. Durante il regno italico di Napoleone fu sede municipale, mentre tornò comune autonomo durante l'impero austro-ungarico. Nel 1928 fu soppresso, come tutti gli altri comuni della Val di Peio, ed il suo territorio venne aggregato al nuovo comune di Peio.

## Monumenti e luoghi d'interesse

### Architetture religiose
- Chiesa dei Santi Fabiano e Sebastiano, parrocchiale rintracciabile a partire dal 1323 e si ritiene sia la "chiesa matrice di tutte le cappelle" della valletta. Ha un assetto rinascimentale, in parte modificato dall'allungamento della navata verso l'ingresso (1621). La navata unica è formata da una volta costolonata tipica dell'architettura gotica solandra. La zona presbiteriale conserva resti di affreschi del primo Cinquecento. Interessanti le ancone lignee intagliate. Le tele della Via Crucis sono state attribuite al pittore rivano Giuseppe Craffonara (1790-1837).
- Cappella di San Rocco. Dietro la chiesa parrocchiale sorge l'antica cappella dedicata a San Rocco, conosciuta anche con il nome di Sant'Antonio abate.

### Musei
Nella zona periferica del paese ha sede il Museo Etnografico del Legno, realizzato tramite la risistemazione di una segheria risalente ai primi dell'Novecento. Appena sotto malga Borche (1808 m), in località "grasi dele Borche", è stato ristrutturato un antico maso di alta montagna per creare il Museo del Contadino.